# Den hvide slavehandel (Fotorama)
 For alternative betydninger, se Den hvide slavehandel. (Se også artikler, som begynder med Den hvide slavehandel)
Den hvide Slavehandel er en dansk stumfilm fra 1910, instrueret af Alfred Cohn og produceret af det århusianske Fotorama. Filmen blev en stor succes, hvilket forledte Nordisk Film Kompagni til kort efter at lave et næsten identisk scene for scene plagiat, som de tilmed gav samme titel: Den hvide Slavehandel. Fotorama truede med retssag og indledte en aviskampagne mod Nordisk Film. Uoverensstemmelserne blev dog løst i et forlig uden for retssalen. Ironisk nok er denne oprindelige version gået tabt, mens Nordisk Films plagiat er bevaret.

## Handling
| „ | "Den hvide Slavehandel" er i Løbet af de senere Aar blevet en ofte anvendt Rubrik i de danske saavel som i de udenlandske Dagblade. Thi det har desværre ikke manglet på anledning. Gang paa Gang dukker den skændige Trafik, som de tre ord: "Den hvide Slavehandel", saa træffende betegner, sit uhyggelige Hoved op fra Lasternes Dyb, hvor den gemmer sig, og nødigt taaler den at beskues i det lysklare Dagskær. | “ |
|   | — Fotoramas filmprogram |   |

Anna (Christel Holch) kommer fra en fattig med god familie. En dag mens hun sidder og syer og drømmer og længes efter bedre forhold kommer hendes far hjem med en fristende avisannonce: et "større herskabshus i London" søger en ung dansk pige med et fordelagtigt ydre. Der loves god løn og kun ringe arbejde og mere af det samme. Faderen der kun alt for godt kender sin lille piges længsler efter noget andet, forslår hende at søge stillingen. Ingen af dem fatter mistanke om falsk spil. Ej heller moderen eller barndomsvennen Georg (Kai Lind) – alle kommer de fra simple men ærlige arbejderhjem der kun lidet kender til den store verdens falskhed og bedrag.
Det er selveste "herskabshusets" værtinde, som sammen med sin mandlige hjælper, er rejst fra verdensbyen London til Danmark for at interview alle de unge smukke piger der er blevet fristet af annoncen. Også Anna stiller op for at snakke med værtinden sammen med sin far og værtinden bliver straks betaget af den unge smukke piges rene skønhed og "antager" hende på stedet. For at sikre sig at pigen ikke får kolde fødder giver værtinden hende et forskud og således er Anna fanget i den falske kvindes spind.
Dagen oprinder for hvor Anna skal tage afsked og begive sig udenlandsk. Til den tårevædet afsked kommer Annas forældre og barndomsven Georg, og også værtinden og en anden ubehagelig herre med et udseende som en international forbrydertype. Ankommet i London opdager hun til sin rædsel at hvad hun troede var et fint herskabshus i virkeligheden er et lastens hus. Pludselig står værtinden i hendes værelse og præsenterer Anna for en fin men tydeligvis beruset herre. Der er ingen tvivl om hvad der foregår og hvordan værtinden falbyder den unge pige for manden. Manden og værtinden kommer tydeligvis til en aftale og Anna lades alene med ham. Straks gør han tilnærmelser, borer Anna i desperation sine fingre i hans strube til han falder om i besvimelse. Også Anna dåner efter den fysiske og sjælelige anstrengelse.
Hjemme i Danmark er Annas far og mor ved at gå til i ængstelse. De kan ikke forstå hvorfor deres datter ikke lader sig hører fra og de begynder at frygte en ulykke kan have hændte deres pige. Georg beslutter da at han selv vil drage til London – selv om det kun kan lade sig gøre ved at tage arbejde på damperen til England. Men han bliver dog alligevel ramt af uventet held, da han opdager at han har vundet et lille beløb i lotto – nok til at betale for rejsen til London. Imens sidder Anna i bordellet og skriver et brev – et nødråb – til sine forældre. Men hvordan for hun det smuglet ud forbi sine fangevogtere? Heldigvis fatter en tjenestepige medlidenhed med den stakkels Anna, og lover hende at få brevet afsendt.
Georg er ankommet til London, men fortvivles i at finde Anna i den kæmpe by. Han ser da en privatdetektiv der annoncere i en avis og beslutsomt engagerer Georg manden. I mellemtiden er Annas brev ankommet til de ængstelige forældre, der med det for deres værste antagelser bekræftet. Faderes tager brevet med til kontoret for "Foreningen til den hvide Slavehandels Bekæmpelse", der straks kontakter Scotland Yard. I det samme er det efter lang tids søgen lykkedes for Georg og detektiven at opspore Anna. Mens detektiven henholder resten af selskabet på bordellet fortæller Georg Anna om deres plan til hendes befrielse: hun må flygte i løbet af natten. Om natten kravler Anna da ud af vinduet, til hvor Georg og detektiven venter med en hestevogn.
Men husets værtinde opdager flugten og sender sine mænd i en bil til at forfølge pigen. Efter en hæsblæsende forfølgelse må hestevognen alligevel give fortabt. Georg og detektiven prøver desperat at kæmpe mod skurkene men bliver hurtigt overmandet og pigen igen taget til fange. Men værtinden tør nu ikke mere lade sig af med pige og det besluttes hun skal fragtes til et andet mere sikkert hus. Heldigvis har tjenestepigen hørt hvorhen de har planlagt at gemme Anna af vejen og da Georg og detektiven ifølge med Scotland Yard, senere indfinder sig i huset informerer hun dem om det. På floddamperen hvor Anna skal fragtes bort indhentes de af Georg og detektiven der snart for gjort en ende på deres forbryderkarriere. Anna og Georg falder i hinandens arme.

## Medvirkende
| Skuespiller        | Rolle                      |
| ------------------ | -------------------------- |
| Christel Holch     | Anna                       |
| Kai Lind           | Georg                      |
| Gunnar Helsengreen | Slavehandler               |
| Maja Bjerre-Lind   | Koblerske (bordelværtinde) |
| Peter Kjær         | Skurk                      |
| Peter Nielsen      |                            |
| Aage Schmidt       |                            |
| Philip Bech        |                            |
| Frederik Buch      |                            |